# 27-я флотилия кригсмарине
27-я флотилия подводных лодок кригсмарине — подразделение военно-морского флота нацистской Германии.

## История
27-я флотилия была создана в январе 1940 года в Готенхафене как учебное подразделение. Командующим флотилией стал корветтен-капитан Эрнст Зобе. Задачей лодок, поступающих в 27-ю флотилию, было прохождение экзамена, представляющего собой атаку на конвой в максимально приближённых к боевым условиях.
В составе 27-й флотилии постоянно была только одна лодка — голландская UD-4 типа O-21.
27-я флотилия была расформирована в марте 1945 года.

## Командиры
| Время                       | Командующий флотилией             |
| --------------------------- | --------------------------------- |
| январь 1940 — декабрь 1941  | корветтен-капитан Эрнст Зобе      |
| декабрь 1941 — октябрь 1942 | фрегаттен-капитан Вернер Хартманн |
| октябрь 1942 — август 1944  | корветтен-капитан Эрих Топп       |
| октябрь 1944 — март 1945    | капитан-лейтенант Эрнст Бауэр     |